# Clemente Santi
Clemente Santi (Montalcino, 1795 – Montalcino, 22 aprile 1885) è stato un farmacista, chimico e imprenditore italiano.
È considerato l'inventore del Brunello, vino molto famoso in tutto il mondo, che ha portato grande benessere economico alla sua zona di produzione.

## Biografia
Clemente Santi nacque, in una famiglia benestante, a Montalcino nel 1795 (viene battezzato a S.Salvatore il 18 settembre) ed è figlio di Luigi e Petronilla Canali. Si laureò in farmacia nel 1814 all’università di Pisa, ed prese in gestione, nel 1834, la farmacia del padre (attuale Farmacia Salvioni). Egli aveva numerosi interessi per la storia e l'arte, e, durante la sua vita, corrispose con l’Accademia dei Georgofili e collaborò al Giornale Agrario Toscano. Si sposò con Maria Tamanti, il 22 febbraio 1819, da cui ebbe 2 figlie: Paolina (1819) e Caterina (1822). Montalcino, ai tempi, era famoso per la produzione di un vino bianco dolce, il Moscadello che aveva una storia oramai secolare e, Clemente voleva svecchiare questa antica tradizione ed inventare un nuovo vino. Quindi nel 1840, fondò la Tenuta "Il Greppo", dove iniziò a coltivare un tipo di Sangiovese molto particolare, detto "grosso", che prese poi i nomi di "bruno" ed in seguito "brunello", dovuto alla colorazione scura ed intensa delle sue uve. I risultati sono ottimi: il vino prodotto era in grado di invecchiare per lungo tempo, andando addirittura a migliorare con quest'ultimo. Dopo qualche esperimento e tentativo, Clemente inizia a vedere i grandi frutti del lavoro svolto. Nel 1852 presentò due di queste bottiglie di rosso puro, ma la vera svolta arrivò nel 1869, quando egli vinse due medaglie d'argento, alla fiera agricola di Montepulciano, grazie a due bottiglie del suo "vino rosso scelto del 1865". Santi aveva presentato un vero e proprio vino rivoluzionario, fondamentalmente per due motivi: 1.Aveva presentato un vino invecchiato di 4 anni, che era inusuale per l'epoca; 2.Aveva presentato un vino prodotto da monovitigno da invecchiare. Morì il 22 aprile 1885 nella sua Tenuta. Da qui la palla passò al nipote Ferruccio, figlio di Iacopo Biondi e Caterina Santi (da qui Biondi-Santi). 